# Hope Jahren
Anne Hope Jahren (Austin, 27 de septiembre de 1969) es una geoquímica y geobióloga estadounidense.

## Biografía
Jahren nació en Austin, Minnesota, Estados Unidos. Su padre enseñó ciencias en un colegio comunitario y ella es la menor de cuatro hermanos, los otros tres varones. Completó sus estudios de Geología en la Universidad de Minnesota, graduándose cum laude en 1991. Obtuvo su doctorado en 1996 en la Universidad de California, Berkeley. De 1996 a 1999 fue profesora asistente en el Instituto de Tecnología de Georgia y luego se trasladó a la Universidad Johns Hopkins donde permaneció hasta 2008.
En Georgia llevó a cabo una investigación pionera en paleoatmosferas utilizando plantas fosilizadas, y descubrió el segundo evento de liberación de hidratos de metano que ocurrió hace 117 millones de años. También pasó un año con una beca Fulbright en la Universidad de Copenhague, aprendiendo técnicas de análisis de ADN.
Durante su estancia en Johns Hopkins, Jahren recibió la atención de los medios de comunicación por su trabajo con los bosques fósiles de la isla Axel Heiberg (Canadá). Sus estudios de los árboles le permitieron estimar las condiciones ambientales en la isla hace 45 millones de años. Ella y sus colaboradores analizaron el agotamiento de los isótopos de oxígeno para determinar los patrones climáticos que permitieron que grandes bosques de Metasequoia prosperaran durante el Eoceno. Su investigación en Johns Hopkins también incluyó la primera extracción y análisis del ADN encontrado en el paleosuelo y el primer descubrimiento de isótopos estables existentes en el ADN de un organismo multicelular.
Jahren dejó la Johns Hopkins para ejercer la cátedra en la Universidad de Hawái. Su investigación se centró en el uso del análisis de isótopos estables para determinar las características del medio ambiente en diferentes escalas de tiempo. Desde el 1 de septiembre de 2016, Jahren es profesora en el Centro para la Evolución de la Tierra y la Dinámica de la Universidad de Oslo, donde estudia la forma en que los organismos vivientes y fósiles están químicamente relacionados con el medio ambiente.
Su libro Lab Girl (2016, en español La memoria secreta de las hojas Paidós, 2017) ha sido aplaudido como "una memoria personal y un himno al mundo natural", una fusión literaria de memorias y escritos científicos, y "una narrativa convincentemente terrenal"; "la historia de una vocación científica que surge en el laboratorio de ciencias de un pueblo pequeño de Estados Unidos y termina, de momento, en la Universidad de Hawái. En medio, todas las plantas y mucha vida".

## Distinciones y honores
Jahren ha recibido tres becas Fulbright: en 1992 para trabajos de geología en Noruega, en 2003 para ciencias ambientales en Dinamarca y en 2010 para ciencias árticas en Noruega. En 2001, Jahren ganó la Medalla Donath, otorgada por la Geological Society of America. En 2005 fue galardonada con la Medalla Macelwane, convirtiéndose en la primera mujer y el cuarto científico en ganar tanto la Medalla Macelwane como la Medalla Donath. En 2016, la revista Time Magazine la nombró una de las "100 personas más influyentes del mundo". Jahren fue galardonada con la Medalla de la Sociedad Australiana de Investigación Médica en 2018, año en el que también fue elegida miembro de la Academia Noruega de Ciencias y Letras.